# Lenguas alseanas
La familia de lenguas alseanas (también llamada yakonanas) consta en dos idiomas estrechamente emparentados que se hablaron en la costa central de Oregón, Estados Unidos.

## Clasificación

### Clasificación interna
Dos lenguas:
1. Alsea (autoglotónimo wusīⁿʼ) (†, 1951)
2. Yakona (también conocida como Yakwina y Yaquina) (†, c. 1900)

Estas dos lenguas están actualmente extinguidas. 
El nombre alsea se deriva de alsí o alsí•, el nombre que les daban los hablantes de otra lengua, la lengua coos. La lengua alsea fue grabada por última vez en 1942.
El nombre yaquina deriva del nombre que en la lengua alsea se daba a la región de la bahía Yaquina y el río Yaquina, yuqú•na. La Yaquina fue grabada por última vez en 1884 por James Owen Dorsey.
Muchos consideran la alsea y la yaquina como dialectos de un mismo lenguaje. Otros las consideran como dos lenguas diferentes, aunque cercanamente relacionadas.

### Relación con otras lenguas
Puede existir una relación distante entre las lenguas alseas, la tribu siuslaw y las lenguas kusanas. También pueden estar relacionadas con las lenguas wintu. Se está investigando si estas relaciones lingüísticas son válidas — esta investigación tiene también como fin comprobar la hipótesis de una gran familia penutí.

## Fonología

### Consonantes
Las lenguas alseanas tienen 34 consonantes:
|             |          | Bilabial | Alveolar | Alveolar | Postalveolar | Velar  | Velar   | Uvular | Uvular  | Glotal | Glotal |
| Central     | Lateral  | Bilabial | simple   | Labial.  | Postalveolar | simple | Labial. | simple | Labial. |        |        |
| Oclusiva    | simple   | p        | t        |          |              | k      | kʷ      | q      | qʷ      |        |        |
| Oclusiva    | eyectiva | p’       | t’       |          |              | k’     | k’ʷ     | q’     | q’ʷ     | ʔ      |        |
| Africada    | simple   |          | ʦ        |          |              |        |         |        |         |        |        |
| Africada    | Eyectiva |          | ʦ’       | tɬ’      |              |        |         |        |         |        |        |
| Nasal       | simple   | m        | n        |          |              |        |         |        |         |        |        |
| Nasal       | Eyectiva | m’       | n’       |          |              |        |         |        |         |        |        |
| Fricativa   |          |          | s        | ɬ        | ʃ            | x      | xʷ      | χ      | χʷ      | h      | (hʷ)   |
| Aproximante | plana    |          |          | l        | j            |        | w       |        |         |        |        |
| Aproximante | Eyectiva |          |          | l’       | j’           |        | w’      |        |         |        |        |

- El estatus de /hʷ/ no está claro.
- /s/ es realmente intermedia entre alveolar y post-alveolar.

### Vocales
Las lenguas alseanas tienen vocales orales y nasales.